# Anna (Falkenstein)
Anna von Falkenstein (* vor 1353, † 1420) war ein Mitglied der hessischen Adelsfamilie Falkenstein. 
Anna war die Tochter von Philipp VI. von Falkenstein (* etwa 1320; † vor dem 6. August 1373) und dessen Frau Anna von Katzenelnbogen (* unbekannt, † 1353). Sie war laut Ehevertrag vom 6. August 1374 verheiratet mit Gottfried von Rieneck (* unbekannt, † 10. Februar 1389) und danach laut Ehevertrag vom 28. August 1390 mit Günther XVIII. (XXVII.), Herr zu Schwarzburg und Stadtilm (* unbekannt, † zwischen 13. Juni 1397 und 10. Dezember 1399).
Anna von Falkenstein lebte auf Burg Hayn in Dreieichenhain. Sie gilt als Stifterin der gotischen Kirche von Offenthal. Die Kirche wurde um 1400 gestiftet und gehört somit zu den ältesten Kirchen im Landkreis Offenbach.